# Драгољуб Драгојловић
Драгољуб Драгојловић (Рађево Село код Ваљева, 13. децембар 1928) српски је филолог и историчар.

## Биографија
Дипломирао је 1955. године на Одељењу за класичну филологију Филозофског факултета у Београду, где је 1964. године и докторирао, са темом: Филолог у Срба. Почевши од 1969. године, радио је у Балканолошком институту САНУ, а научно-истраживачки рад је наставио и након одласка у пензију 1983. године.
Као доктор филолошких наука и научни саветник Балканолошког института САНУ бавио се истраживачким радом у области старије историје српске књижевности, са доданим тежиштем на проучавању шире културне и верске историје српског народа у средњем веку. Посебну област његових истраживања чинило је проучавање богумилства у средњовековној Босни и осталим српским земљама.

## Одабрани радови
- Драгојловић, Драгољуб (1968). „Богумилство и орфичка традиција”. Зборник Филозофског факултета. Београд. 10 (1): 193—210.
- Драгојловић, Драгољуб (1968). „Хераклит и хришћанско учење о васкрсењу”. Православна мисао. 11 (1-2): 48—56.
- Dragojlović, Dragoljub (1968). „Poreklo i geneza babunske jeresi u Srbiji”. Jugoslovenski istorijski časopis. 7 (3-4): 103—111.
- Драгојловић, Драгољуб (1969). „Јужнословенска легенда о Александру Великом на извору живота”. Прилози за књижевност, језик, историју и фолклор. 35 (1-2): 3—17.
- Драгојловић, Драгољуб (1970). „Прилог проучавању симболике минијатура српског Минхенског псалтира”. Старинар. Београд. 21: 171—175.
- Dragojlović, Dragoljub (1970). „Bogomil Political Role among the Balkan Nations”. Balcanica. 1: 43—69.
- Dragojlović, Dragoljub (1970). „Filozofski dualizam bogumila i patarena”. Dijalektika. 5 (2): 93—104.
- Dragojlović, Dragoljub (1972). „Dispositions légales concernant les néomanichéens dans les nomocanons Byzantins et Slaves”. Balcanica. 3: 135—155.
- Dragojlović, Dragoljub (1972). „Marginalne glose srpskih rukopisnih krmčija o neomanihejima”. Jugoslovenski istorijski časopis. 11 (1-2): 5—15.
- Драгојловић, Драгољуб (1974). Богомилство на Балкану и у Малој Азији. 1. Београд: Балканолошки институт.
  - Драгојловић, Драгољуб (2009) [1974]. Богомилство на Балкану и у Малој Азији. 1 (2. изд.). Београд: Службени гласник.
- Dragojlović, Dragoljub (1974). „The history of Paulicianism on the Balkan peninsula”. Balcanica. 5: 235—244.
- Драгојловиќ, Драгољуб; Антиќ, Вера (1978). Богoмилството во средновековната изворна граѓа. Скопје: Македонска академија на науките и уметностите.
- Драгојловић, Драгољуб (1980). „Исихазам и богомилство”. Balcanica. 11: 19—28.
- Драгојловић, Драгољуб (1982). Богомилство на Балкану и у Малој Азији. 2. Београд: Балканолошки институт.
  - Драгојловић, Драгољуб (2009) [1982]. Богомилство на Балкану и у Малој Азији. 2 (2. изд.). Београд: Службени гласник.
- Драгојловић, Драгољуб (1982). „Почеци богомилства на Балкану”. Богомилството на Балканот во светлината на најновите истражувања. Скопје: Македонска академија на науките и уметностите. стр. 19—29.
- Драгојловић, Драгољуб (1983). „Филозофски флорилегијум попа Драгоља”. Зборник прилога филозофији и науци. Београд: САНУ. стр. 303—311.
- Драгојловић, Драгољуб (1984). „Хијерархија цркве босанске”. Balcanica. 15: 55—67.
- Драгојловић, Драгољуб (1984). „Штампање и преписивање ћирилских књига у балканским градовима Турског царства XV-XVIII века”. Градска култура на Балкану (XV-XIX век): Зборник радова. 1. Београд: САНУ. стр. 169—180.
- Драгојловић, Драгољуб (1987). Крстјани и јеретичка црква босанска (1. изд.). Београд: Балканолошки институт.
  - Драгојловић, Драгољуб (2009) [1987]. Крстјани и јеретичка црква босанска (2. изд.). Београд: Службени гласник.
- Драгојловић, Драгољуб (1987). „Шизматички попови фрањевачких Dubia и православна традиција у средњовековној Босни”. Balcanica. 16-17 (1985-1986): 211—226.
- Драгојловић, Драгољуб (1989). „Православље у Срему у средњем веку”. Манастир Шишатовац: Зборник радова. Београд: САНУ. стр. 25—30.
- Драгојловић, Драгољуб (1989). „Црквене прилике у Далмацији од разарања Салоне до обнове Сплитске надбискупије”. Balcanica. 20: 211—226.
- Dragojlović, Dragoljub (1990). „Dyrrachium et les Évéchés de Doclea jusqu'a la fondation de l'Archevéche de Bar”. Balcanica. 21: 201—209.
- Драгојловић, Драгољуб (1991). „Етничке промене на тлу позноримске провинције Превалитане”. Становништво словенског поријекла у Албанији. Титоград: Историјски институт. стр. 35—42.
- Dragojlović, Dragoljub (1991). „Archevéché d'Ohrid dans la hiérarchie des grandes églises chrétiennes”. Balcanica. 22: 43—55.
- Драгојловић, Драгољуб (1991). „Политика Апостолске столице на Балканском полуострву пре и после Косовске битке”. Косовска битка 1389. године и њене последице. Београд: САНУ. стр. 65—76.
- Драгојловић, Драгољуб (1992). „Срби шизматици у Далмацији и Хрватској XIV и XV века”. Catena mundi: Српска хроника на светским веригама. 1. Краљево-Београд: Матица Срба и исељеника Србије. стр. 228—233.
- Драгојловић, Драгољуб (1993). „Духовност код Срба XIII-XIV века и западна схоластика”. Срби у европској цивилизацији. Београд: Балканолошки институт. стр. 32—40.
- Dragojlović, Dragoljub (1993). „Das katholische Erzbistum im Herzogtum von Durazzo anfang des 13. Jahrhunderts” (PDF). Balcanica. 24: 51—59. Архивирано из оригинала (PDF) 30. 11. 2022. г. Приступљено 22. 08. 2022.
- Драгојловић, Драгољуб (1994). „Есхатологија средњовековних дуалиста” (PDF). Balcanica. 25 (1): 111—122. Архивирано из оригинала (PDF) 22. 08. 2022. г. Приступљено 22. 08. 2022.
- Драгојловић, Драгољуб (1997). Историја српске књижевности у средњовековној босанској држави (1. изд.). Нови Сад: Светови.
  - Драгојловић, Драгољуб (2009) [1997]. Историја српске књижевности у средњовековној босанској држави (2. изд.). Београд: Службени гласник.
- Драгојловић, Драгољуб (1998). Историја филозофске мисли у Срба епохе феудализма (1. изд.). Нови Сад: Светови.
  - Драгојловић, Драгољуб (2009) [1998]. Историја филозофске мисли у Срба епохе феудализма (2. изд.). Београд: Службени гласник.
- Драгојловић, Драгољуб (2008). Паганизам и хришћанство у Срба. Београд: Службени гласник.